# Giacomo Nizzolo
Giacomo Nizzolo (Milano, 30 gennaio 1989) è un ciclista su strada italiano che corre per la Q36.5 Pro Cycling Team. Velocista, professionista dal 2011, ha vinto due volte il titolo nazionale in linea (2016 e 2020), per due volte la classifica a punti al Giro d'Italia (2015 e 2016) e nel 2020 il titolo europeo in linea.

## Carriera

### Gli esordi
Nizzolo si appassiona alla bicicletta fin da bambino tanto che come regalo per il settimo compleanno i genitori lo iscrivono ad una società ciclistica dove inizia a gareggiare. Nella sua carriera giovanile viene seguito e aiutato dai genitori che però non gli impongono nessuna pressione. Vincente già da ragazzino, si trova spontaneamente a suo agio nelle volate, specialità che cura e migliora negli anni supportato anche da una adeguata struttura fisica. Pratica anche l'attività su pista conquistando medaglie ai Campionati italiani e mondiali.
Gareggia per tre stagioni nella categoria under-23 vestendo nel 2008 e 2009 la maglia della Bottoli e nel 2010 quella della Trevigiani, una delle migliori squadre dilettantistiche italiane. La prima stagione viene condizionata dalle conseguenze di una grave caduta mentre disputa una volata che gli impediscono di gareggiare per molti mesi, anche se in ottobre riesce a vincere tre corse. Centra undici successi nel 2009, risultando l'under-23 italiano più vittorioso della stagione, e dodici nel 2010 mettendosi in mostra come forte velocista e dimostrandosi uno dei migliori giovani corridori italiani.

### 2011-2013: i primi anni tra i professionisti

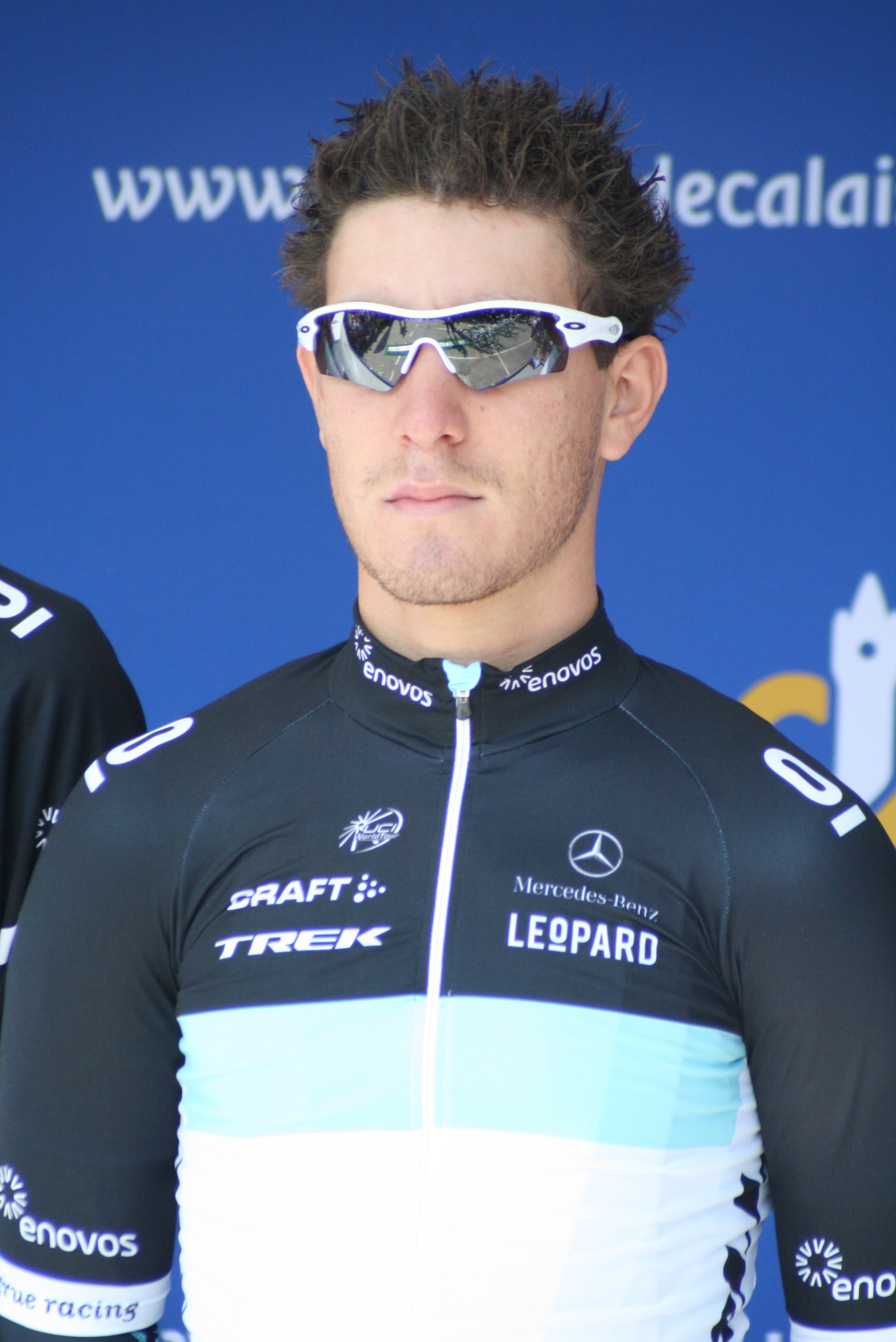
Giacomo Nizzolo con la maglia della Trek nel 2011, primo anno tra i professionisti.

Dopo tre anni e ventisei vittorie negli under-23 Giacomo Nizzolo nel 2011 diventa professionista con il Team Leopard-Trek ed è uno dei pochissimi giovani italiani a debuttare subito in una squadra World Tour, la massima serie del ciclismo. Inizia la stagione con il proposito di fare esperienza e con la volontà di impegnarsi al massimo, senza ricevere pressioni dalla squadra. Partecipa per la prima volta al Giro delle Fiandre e alla Parigi-Roubaix ritirandosi in entrambe le occasioni. Nella quinta tappa del Bayern Rundfahrt, nel mese di maggio, batte in volata John Degenkolb ed Edvald Boasson Hagen centrando la sua prima vittoria tra i professionisti. Nizzolo dedica la vittoria a Wouter Weylandt, suo compagno di squadra e a volte anche di camera, deceduto drammaticamente poche settimane prima al Giro d'Italia.
Per la stagione 2012 il Team Leopard-Trek diventa per motivi di sponsorizzazione RadioShack-Nissan confermando Giacomo Nizzolo tra i suoi corridori. In primavera Giacomo prende il via della Gand-Wevelgem e della Parigi-Roubaix ma si ritira. Partecipa per la prima volta al Giro d'Italia piazzandosi al terzo posto nella nona tappa con arrivo a Frosinone e riuscendo terminare le tre settimane di gara. Tra luglio e agosto centra quattro successi e sale per la prima volta sul podio di una classica grazie al terzo posto nella Vattenfall Cyclassics. In occasione dei mondiali nel Limburgo, viene convocato come riserva da Paolo Bettini, Commissario Tecnico della nazionale.

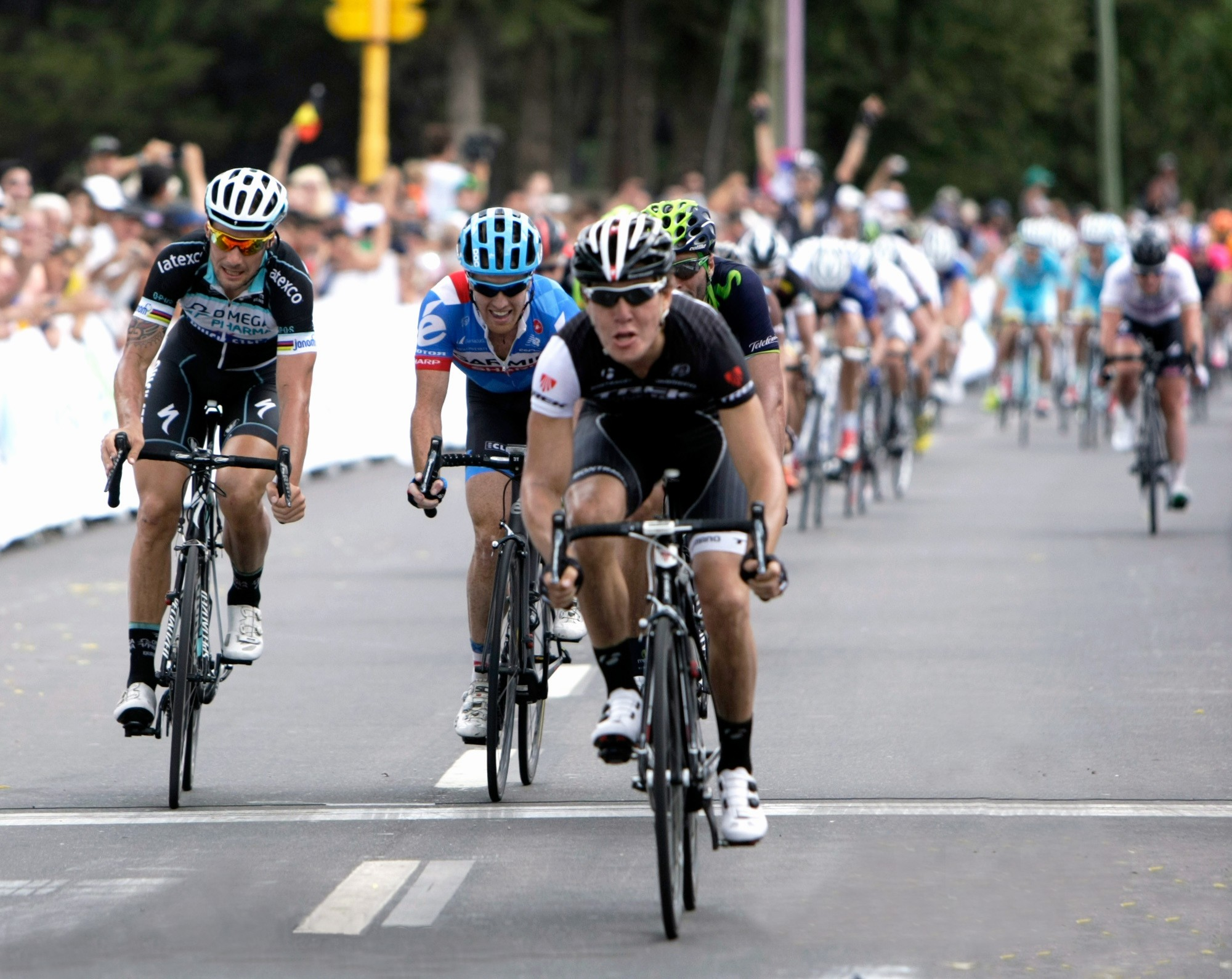
Nizzolo supera in volata Boonen, Ventoso e Farrar al Tour de San Luis nel 2014.

Nizzolo rimane con la squadra lussemburghese, che cambia nuovamente denominazione diventando RadioShack-Leopard, anche per il 2013. Per la prima volta partecipa alla Milano-Sanremo, la sua corsa dei sogni, ma non riesce a concluderla così come la Gand-Wevelgem. Porta a termine invece il Giro d'Italia sfiorando la vittoria nella tredicesima tappa dove viene superato in volata solo da Mark Cavendish. Dopo le due vittorie di tappa al Tour de Luxembourg ottiene il migliore piazzamento della stagione in una prova del World Tour con il secondo posto nel Grand Prix de Ouest-France vinto da Filippo Pozzato.

### 2014-2018: le stagioni alla Trek
Dalla stagione 2014 la Trek, una delle maggiori aziende statunitensi produttrici di biciclette, costituisce la Trek Factory Racing squadra con licenza UCI World Tour rilevando parzialmente struttura e organico della dismessa RadioShack-Leopard, confermando tra gli altri Giacomo Nizzolo, Fabian Cancellara e il Direttore Sportivo Luca Guercilena. Il brianzolo inizia la stagione nel migliore dei modi vincendo in gennaio la terza tappa del Tour de San Luis dove regola in volata Francisco Ventoso e Tom Boonen, il corridore a cui Giacomo si ispirava da dilettante. In febbraio, in seguito ad una caduta in allenamento si procura la frattura della clavicola non potendo gareggiare per più di un mese. Non partecipa alla Milano-Sanremo e alle classiche del pavé, dove la squadra si affida al più esperto Cancellara, preferendo disputare brevi corse a tappe. Al Giro d'Italia parte come uno dei favoriti per le volate e la maglia rossa, ma in gara viene sempre battuto, dovendosi accontentare di quattro secondi ed un terzo posto e la piazza d'onore nella classifica a punti. In luglio rinnova il contratto con la Trek fino al 2016.

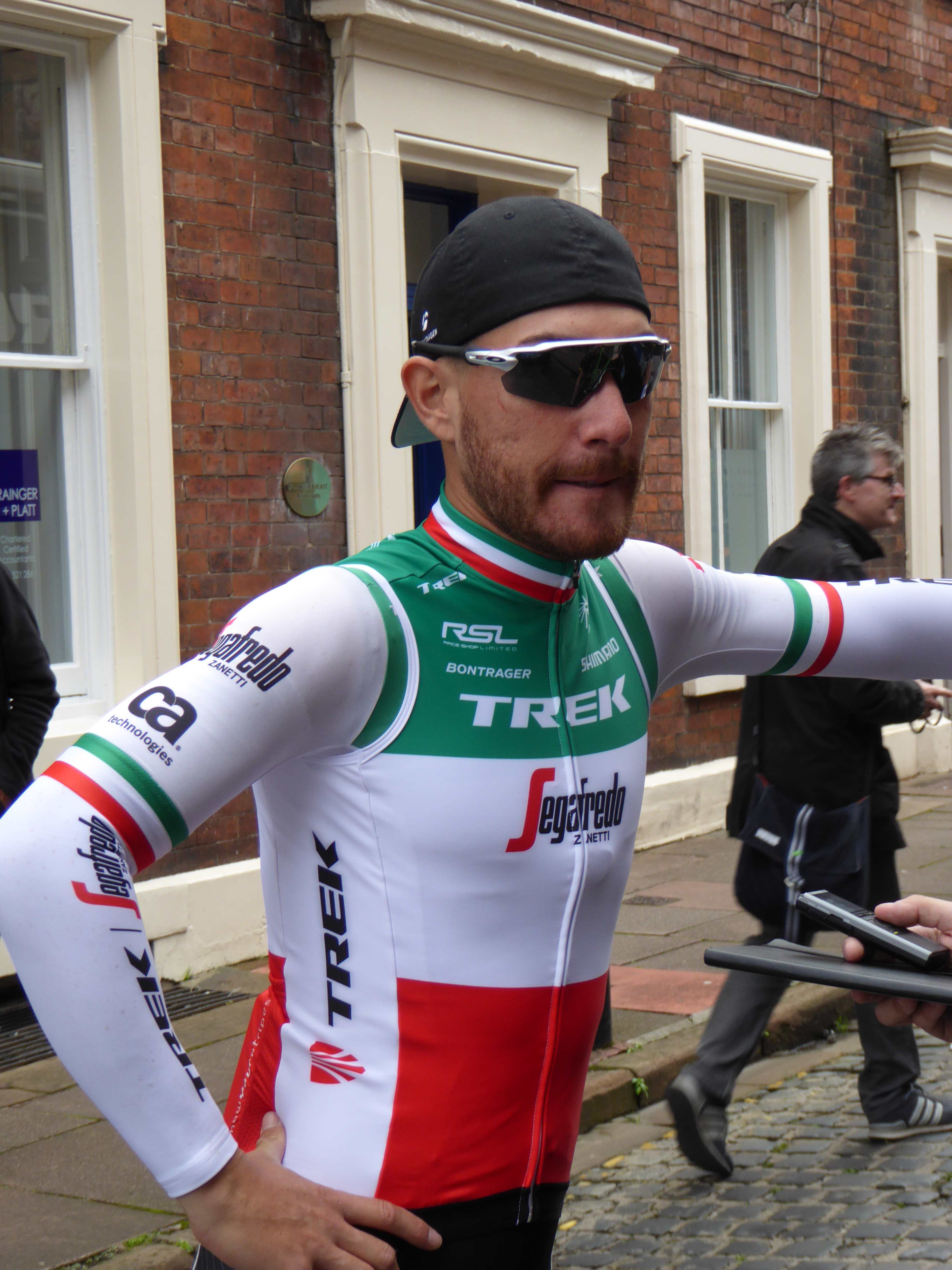
Giacomo Nizzolo in maglia tricolore di campione italiano nel 2016.

Nel 2015 riesce a vincere la maglia rossa della classifica a punti al Giro d'Italia, pur senza conquistare tappe (è due volte secondo e tre volte quinto). Nel giugno 2015 prende parte alla prova su strada alle prime Olimpiadi Europee di Baku, chiudendo in quinta posizione regolando il gruppo in volata. Torna protagonista nel finale di stagione: dopo il quarto posto alla Coppa Agostoni, una Tre Valli Varesine corsa da protagonista, e conclusa al terzo posto, lo lancia verso i campionati del mondo di Richmond, dove viene scelto fra i nove titolari del CT Davide Cassani. Al suo debutto al Mondiale fra i professionisti, il 27 settembre 2015, Nizzolo è il migliore degli italiani, classificandosi al 18º posto. Nell'ultima settimana della stagione coglie ancora un terzo posto alla Paris-Bourges, mentre una caduta in avvio lo priva della possibilità di chiudere la stagione in bellezza alla Parigi-Tours.
Il 2016 vede Nizzolo ancora protagonista al Giro d'Italia, dove vince per la seconda volta la classifica a punti, dopo aver ottenuto due secondi e due terzi posti e numerosi piazzamenti di tappa. Il 26 giugno si laurea quindi campione italiano su strada a Darfo Boario Terme davanti a Gianluca Brambilla e Filippo Pozzato. Tra settembre e ottobre si aggiudica anche la Coppa Bernocchi e la Gran Piemonte, e una tappa all'Abu Dhabi Tour, e conclude al quinto posto in volata i campionati del mondo di Doha, ancora una volta miglior azzurro.
A inizio 2017 è costretto a rallentare la preparazione, e conseguentemente il debutto in gara, a causa di una tendinite che lo costringe a posporre il rientro in gara fino al 18 aprile in occasione del Giro di Croazia. Dopo il quinto posto nella prima tappa si piazza secondo, alle spalle di Nicola Ruffoni, alla terza frazione. Partecipa poi al Giro d'Italia nonostante non sia al massimo della forma. Nel finale della terza tappa riesce a resistere all'attacco finale degli Etixx-Quick Step e si piazza terzo nella volata ristretta alle spalle di Fernando Gaviria e Rüdiger Selig. Non prende il via dell'undicesima tappa.
Torna al successo a fine gennaio 2018 imponendosi, in una volata di gruppo, nella settima tappa della Vuelta a San Juan in Argentina. Nel prosieguo di stagione ottiene piazzamenti a podio alla Tirreno-Adriatico, al Giro di Croazia, all'Adriatica Ionica Race, alla RideLondon-Surrey Classic (in cui conclude terzo), al Tour de Pologne e alla Vuelta a España (con un secondo e due terzi posti di tappa), ma non ottiene altre vittorie.

### 2019-2021: le stagioni alla Dimension Data/NNT/Qhubeka Assos/Qhubeka NextHash
Dopo 4 stagioni in maglia Trek, si trasferisce nella compagine sudafricana Dimension Data: coglie la prima vittoria con la nuova maglia, in febbraio, vincendo l'ultima tappa del Tour of Oman. In maggio è al via del Giro d'Italia: dopo qualche piazzamento in volata, non riparte durante la 13ª frazione. Il mese successivo al Tour of Slovenia si impone nella tappa conclusiva. Partecipa anche al Tour de France, dove ottiene il quarto posto nella prima tappa di Bruxelles: si ritira durante la 12ª tappa. In agosto partecipa alla Vuelta a Burgos, dove vince la prima tappa e si piazza secondo il giorno successivo. Dopo il terzo posto all'EuroEyes Cyclassics, il finale di stagione non è ricco di soddisfazioni.
Il 2020 parte bene: partecipa al Tour Down Under, dove trova il successo di tappa durante la quinta frazione.
Vince anche la seconda tappa della Parigi-Nizza.
Il 23 agosto, sul traguardo di Cittadella, coglie il successo ai campionati italiani (suo secondo in carriera dopo il titolo del 2016) battendo in volata Davide Ballerini e Sonny Colbrelli.
Convocato per i Campionati Europei di ciclismo a Plouay, il 26 agosto conquista il titolo europeo in linea battendo in volata Arnaud Démare e Pascal Ackermann e succedendo così al connazionale Elia Viviani come campione europeo.
Il 21 maggio 2021 arriva la prima vittoria al Giro d'Italia in volata nella tappa Ravenna > Verona.
Al termine della stagione Nizzolo è numero 21 del Ranking UCI.

### 2022-2023: Il passaggio alla Israel
Nel 2022, con la nuova maglia della Israel-Premier Tech, torna alla vittoria in volata conquistando la prima tappa della Vuelta a Castilla y León imponendosi di forza sul traguardo di Morales del Vino ed indossando il maillot di leader. L'anno seguente trionfa alla Tro-Bro Léon.

### 2024: la firma con la Q36.5
Nel corso della stagione 2023 annuncia di aver firmato con la squadra svizzera Q36.5, alla quale si unirà a partire dalla stagione 2024.

## Palmarès
- 2007 (Juniores)

Medaglia Oro Hotel La Lepre
Trofeo Luigi Rossi
Memorial Marco Ruboni
Trofeo Effebiquattro
Coppa Canonico Cossali
Trofeo Comune di Maleo
- 2008 (Filmop-Ramonda-Bottoli under 23)

Trofeo SC Marcallo con Casone - Trofeo Casonese
Memorial Andrea Crescenzio e Luciano Bottaro - Pozzonovo
Trofeo Sportivi Magnaghesi
- 2009 (Bottoli-Nordelettrica-Ramonda under 23, undici vittorie)

Gran Premio dell'Industria di Civitanova Marche
Coppa San Bernardino
Coppa Città di Melzo
Coppa Caduti Buscatesi
Circuito del Termen - Cimetta di Codogné
Trofeo Papà Cervi
Gran Premio Sportivi di San Vigilio di Concesio - Memorial Amerio Armanasco
Medaglia d'Oro Nino Ronco a.m. - Ornago
Targa Libero Ferrario
Circuito Alzanese - Alzano Scrivia
Circuito Mezzanese - Mezzana Bigli
- 2010 (Trevigiani-Dynamon-Bottoli under 23)

Gran Premio Ceda - Mareno di Piave
Memorial Fratelli Gandolfi - Basilicagoiano
Circuito di Sant'Urbano - Pianzano
Gran Premio Fiera della Possenta
Gran Premio Rinascita - Roncadelle di Ormelle
Trofeo Artigiani e Commercianti - Notturna Piombino Dese
Coppa Franco Quagliotti
Medaglia d'Oro Nino Ronco a.m. - Ornago
Circuito Città di San Donà
Circuito dell'Assunta - Vittorio Veneto
Medaglia d'Oro Città di Villanova di Camposampiero
1ª prova Coppa Mobilio Ponsacco
- 2011 (Team Leopard-Trek, una vittoria)

5ª tappa Bayern-Rundfahrt (Friedberg > Moosburg an der Isar)
- 2012 (Radioshack-Nissan, quattro vittorie)

3ª tappa Tour de Wallonie (Marche-en-Famenne > Beaufays)
Classifica generale Tour de Wallonie
5ª tappa Eneco Tour (Hoogerheide > Aalter)
3ª tappa Tour du Poitou-Charentes (Pleumartin > La Roche-Posay)
- 2013 (Radioshack-Leopard, due vittorie)

2ª tappa Tour de Luxembourg (Schifflange > Walferdange)
3ª tappa Tour de Luxembourg (Eschweiler > Diekirch)
- 2014 (Trek Factory Racing, due vittorie)

3ª tappa Tour de San Luis (Tilisarao > Juana Koslay)
2ª tappa Tour de Wallonie (Péronnes-lez-Antoing > Perwez)
- 2015 (Trek Factory Racing, una vittoria)

Gran Premio Nobili Rubinetterie
- 2016 (Trek-Segafredo, sette vittorie)

1ª tappa Giro di Croazia (Osijek > Varaždin)
3ª tappa Giro di Croazia (Macarsca > Sebenico)
Gran Premio del Canton Argovia
Campionati italiani, Prova in linea
Coppa Bernocchi
Gran Piemonte
1ª tappa Abu Dhabi Tour (Madinat Zayed > Madinat Zayed)
- 2018 (Trek-Segafredo, una vittoria)

7ª tappa Vuelta a San Juan (San Juan > San Juan)
- 2019 (Team Dimension Data, tre vittorie)

6ª tappa Tour of Oman (Al Mouj Muscat > Matrah Corniche)
5ª tappa Tour of Slovenia (Trebnje > Novo Mesto)
1ª tappa Vuelta a Burgos (Burgos > Burgos)
- 2020 (NTT, quattro vittorie)

5ª tappa Tour Down Under (Glenelg > Victor Harbor)
2ª tappa Parigi-Nizza (Chevreuse > Châlette-sur-Loing)
Campionati italiani, Prova in linea
Campionati europei, Prova in linea
- 2021 (Team Qhubeka Assos, tre vittorie)

Clásica de Almería
13ª tappa Giro d'Italia (Ravenna > Verona)
Circuito de Getxo
- 2022 (Israel-Premier Tech, una vittoria)

1ª tappa Vuelta a Castilla y León (Benavente > Morales del Vino)
- 2023 (Israel-Premier Tech, una vittoria)

Tro-Bro Léon
- 2024 (Q36.5, una vittoria)

4ª tappa Sibiu Cycling Tour (Sibiu > Sibiu)

### Altri successi
- 2009 (Bottoli-Nordelettrica-Ramonda)

2ª tappa Vuelta a Tenerife (La Laguna, cronosquadre)
- 2012 (Radioshack-Nissan)

Classifica giovani Tour de Wallonie
Classifica a punti Eneco Tour
- 2013 (Radioshack-Leopard)

Classifica a punti Volta ao Algarve
Classifica squadre Volta ao Algarve
Classifica a punti Tour de Luxembourg
- 2015 (Trek Factory Racing)

Classifica a punti Giro d'Italia
- 2016 (Trek-Segafredo)

Classifica a punti Giro di Croazia
Classifica a punti Giro d'Italia
- 2017 (Trek-Segafredo)

2ª tappa Hammer Sportzone Limburg (Sittard-Geleen, cronosquadre)
- 2022 (Israel-Premier Tech)

Classifica a punti Vuelta a Castilla y León
- 2025 (Q36.5 Pro Cycling Team)

Kirchheimer Radsportnacht

## Piazzamenti

### Grandi Giri
- Giro d'Italia

2012: 130º
2013: 130º
2014: 141º
2015: 137º
2016: 110º
2017: non partito (11ª tappa)
2019: non partito (13ª tappa)
2021: non partito (15ª tappa)
2022: non partito (14ª tappa)
- Tour de France

2019: ritirato (12ª tappa)
2020: ritirato (8ª tappa)
- Vuelta a España

2018: 140º

### Classiche monumento
- Milano-Sanremo

2013: ritirato
2015: 84º
2016: 42º
2019: 20º
2020: 5º
2021: 18º
2022: 18º
- Giro delle Fiandre

2011: ritirato
2021: ritirato
2025: 56º
- Parigi-Roubaix

2011: ritirato
2012: ritirato
2021: ritirato
2025: 37º
- Giro di Lombardia

2015: ritirato

### Competizioni mondiali
- Campionati del mondo su pista

Aguascalientes 2007 - Inseguimento a squadre Juniores: 3°
- Campionati del mondo su strada

Limburgo 2012 - In linea: riserva
Richmond 2015 - In linea: 18º
Doha 2016 - In linea: 5º
Fiandre 2021 - In linea: 15º
- UCI World Tour

UCI World Tour 2011: 98º
UCI World Tour 2012: 65º
UCI World Tour 2013: 59º
UCI World Tour 2014: 48º
UCI World Tour 2015: 56º
UCI World Tour 2016: 58º

### Competizioni europee
- Giochi europei

Baku 2015 - In linea Elite: 5º
- Campionati europei di ciclismo su strada

Ankara 2010 - In linea Under-23: 5º
Plouay 2020 - In linea Elite: vincitore

## Riconoscimenti
- Giglio d'Oro nel 2016